# Paradis à vendre
Paradis à vendre (Sehnsucht nach Neuseeland en allemand et Longing for New Zealand en anglais) est un téléfilm allemand réalisé par Michael Keusch et diffusé en 2009. Il s'agit de l'adaptation du roman Smoke screen d'Emilie Richards.

## Résumé
Grâce au notaire Nolan Davies, Paige Duvall, une éditrice new-yorkaise se voit hériter un terrain en Nouvelle-Zélande. Elle décale un contrat d'un million de dollars avec Douglas Lancaster pour toucher son héritage et le vendre au principe au riche homme d'affaires, Steven Armstrong, qui veut y construire un hôtel. Sur place, elle se laisse séduire par le fermier Adam Leary, qui vit avec son fils Jake et une femme maorie du nom de Nanna, en même temps qu'elle apprend à découvrir son héritage et un secret de famille depuis longtemps enterré.

## Fiche technique
- Scénario : Michael Keusch, Emilie Richards
- Durée : 90 min
- Pays :  Allemagne

## Distribution
- Suzan Anbeh : Paige Duvall
- Christoph Kottenkamp : Adam Leary
- Brandon Cook : Jake Leary
- Vicky Haughton : Nanna
- Melanie Marschke : Sheila Leary
- Dietrich Mattausch (en) : Nolan Davies
- Max Gertsch : Steven Armstrong
- Te Kohe Tuhaka : Haki Tamahori
- Jochen Horst : Douglas Lancaster
- Dennis Williams : Henry
- Adam Gardiner : Pilote
- Rachel Blampied : Secrétaire